# Chevigney-lès-Vercel
Chevigney-lès-Vercel är en kommun i departementet Doubs i regionen Bourgogne-Franche-Comté i östra Frankrike. Kommunen ligger i kantonen Vercel-Villedieu-le-Camp som tillhör arrondissementet Pontarlier. År 2022 hade Chevigney-lès-Vercel 140 invånare.

## Befolkningsutveckling
Antalet invånare i kommunen Chevigney-lès-Vercel
Referens:INSEE